# 胸部外科学
胸部外科学（きょうぶげかがく、英：Thoracic surgery または 英：Cardiothoracic surgery）は、胸郭および胸腔内臓器である呼吸器・心臓などを扱う外科学の一分野である。
広義においては、以下の分野が含まれる。狭義においては呼吸器外科学と同義に扱われる。詳細は各項目の記述を参照。
- 心臓外科学（Cardiac surgery）
- 呼吸器外科学（Chest surgery）
- 食道外科学（Esophageal surgery）

欧米では旧来より、心臓を扱う心臓外科学（Cardiac surgery）と、胸郭・呼吸器系を扱う（狭義の意味での）胸部外科学（Thoracic surgery）を総称し胸部心臓外科学（Cardiothoracic surgery）、または単に胸部外科学と呼称している。
日本においては、欧米で胸部外科学（Thoracic surgery）と呼ばれる胸郭・呼吸器系を扱う分野は一般に呼吸器外科学と称されており、一方心臓外科学は血管外科学（Vascular surgery）と統合されて心臓血管外科学（Cardiovascular surgery）とされることが多い。ただし大学病院など施設によっては、心臓外科と呼吸器外科を合わせて胸部外科（または胸部心臓外科）としている所もある。日本胸部外科学会では、胸部外科は大きく分けて心臓血管外科、呼吸器外科、食道外科から構成されると定義している。